# Pennington County (Minnesota)
Das Pennington County ist ein County im US-amerikanischen Bundesstaat Minnesota. Im Jahr 2020 hatte das County 13.992 Einwohner und eine Bevölkerungsdichte von 8,8 Einwohnern pro Quadratkilometer. Der Verwaltungssitz (County Seat) ist Thief River Falls.

## Geografie
Das County liegt im Nordwesten von Minnesota. Es hat eine Fläche von 1601 Quadratkilometern, wovon fünf Quadratkilometer Wasserfläche sind. Durchflossen wird das County vom Red Lake River, einem rechten Nebenfluss des Red River of the North. An das Pennington County grenzen folgende Nachbarcountys:
|             | Marshall County |                   |
| Polk County |                 | Beltrami County   |
|             | Red Lake County | Clearwater County |

## Geschichte
Das Pennington County wurde am 23. November 1910 aus Teilen des Red Lake County gebildet. Benannt wurde es nach Edmund Pennington, einem Verantwortlichen der Minneapolis, St. Paul and Sault Ste. Marie Railway.

## Demografische Daten
Nach der Volkszählung im Jahr 2010 lebten im Pennington County 13.930 Menschen in 5825 Haushalten. Die Bevölkerungsdichte betrug 8,7 Einwohner pro Quadratkilometer. In den 5825 Haushalten lebten statistisch je 2,3 Personen.
Ethnisch betrachtet setzte sich die Bevölkerung zusammen aus 94,1 Prozent Weißen, 1,6 Prozent Afroamerikanern, 1,7 Prozent amerikanischen Ureinwohnern, 0,8 Prozent Asiaten sowie aus anderen ethnischen Gruppen; 1,8 Prozent stammten von zwei oder mehr Ethnien ab. Unabhängig von der ethnischen Zugehörigkeit waren 3,0 Prozent der Bevölkerung spanischer oder lateinamerikanischer Abstammung.
23,5 Prozent der Bevölkerung waren unter 18 Jahre alt, 60,5 Prozent waren zwischen 18 und 64 und 16,0 Prozent waren 65 Jahre oder älter. 50,7 Prozent der Bevölkerung war weiblich.

Das jährliche Durchschnittseinkommen eines Haushalts lag bei 45.007 USD. Das Pro-Kopf-Einkommen betrug 23.142 USD. 11,0 Prozent der Einwohner lebten unterhalb der Armutsgrenze.

## Ortschaften im Pennington County

### Citys

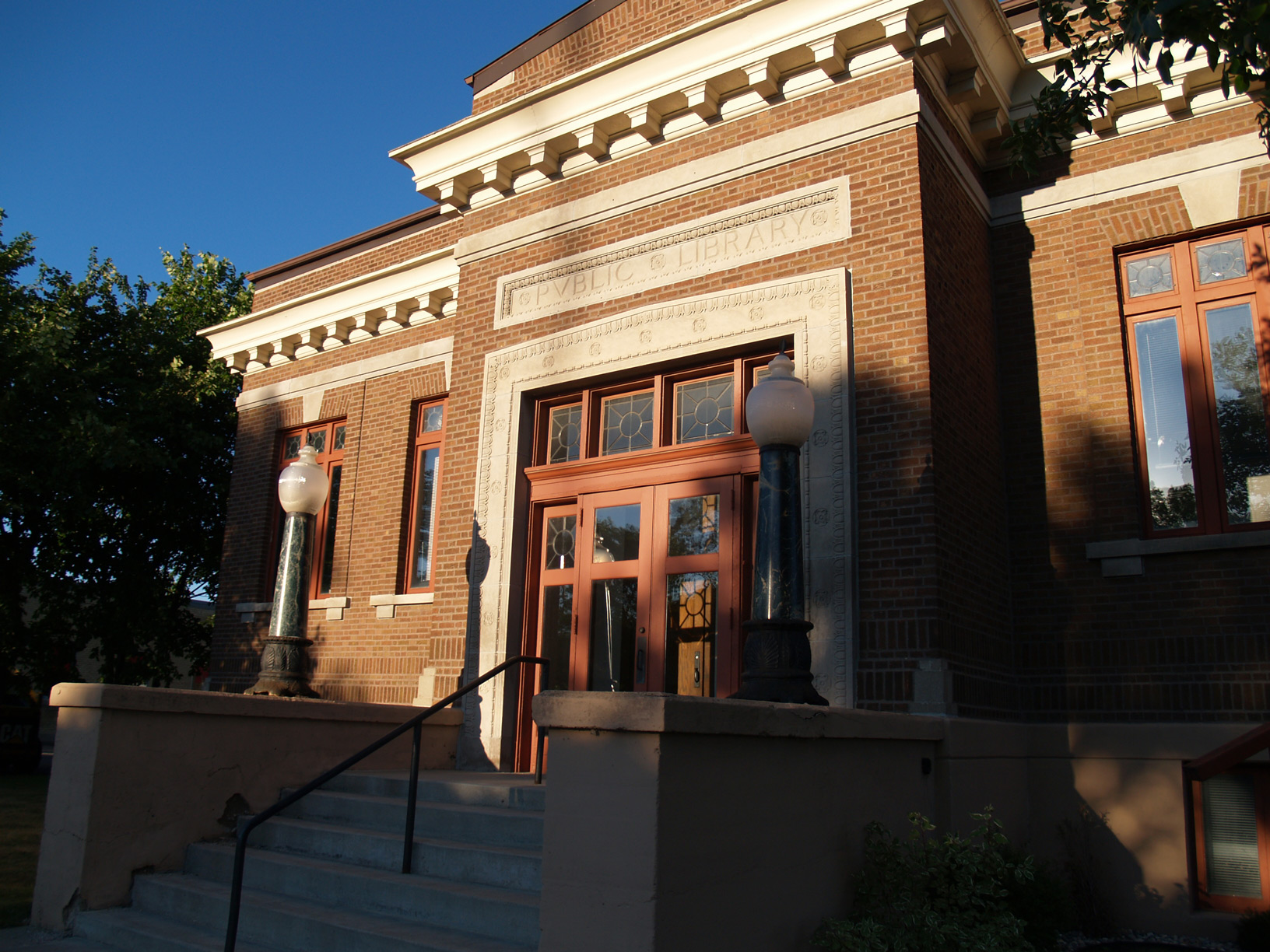
Thief River Falls Public Library, gelistet im NRHP

- Goodridge
- Thief River Falls Public Library, gelistet im NRHPSt. Hilaire
- Thief River Falls

### Unincorporated Communities
- Erie
- Hazel
- Highlanding
- Kratka

### Townships
Das Pennington County ist neben den drei Citys in 21 Townships eingeteilt:
| Township             | Einwohner (2010) | FIPS     |
| -------------------- | ---------------- | -------- |
| Black River Township | 82               | 27-06364 |
| Bray Township        | 64               | 27-07444 |
| Cloverleaf Township  | 84               | 27-12304 |
| Deer Park Township   | 126              | 27-15292 |
| Goodridge Township   | 79               | 27-24488 |
| Hickory Township     | 80               | 27-28808 |
| Highlanding Township | 194              | 27-29024 |

| Township             | Einwohner (2010) | FIPS     |
| -------------------- | ---------------- | -------- |
| Kratka Township      | 131              | 27-33740 |
| Mayfield Township    | 51               | 27-41156 |
| Norden Township      | 379              | 27-46510 |
| North Township       | 708              | 27-46762 |
| Numedal Township     | 90               | 27-47590 |
| Polk Centre Township | 87               | 27-51802 |
| Reiner Township      | 87               | 27-53746 |

| Township             | Einwohner (2010) | FIPS     |
| -------------------- | ---------------- | -------- |
| River Falls Township | 178              | 27-54574 |
| Rocksbury Township   | 1211             | 27-55060 |
| Sanders Township     | 298              | 27-58342 |
| Silverton Township   | 187              | 27-60448 |
| Smiley Township      | 580              | 27-60898 |
| Star Township        | 120              | 27-62482 |
| Wyandotte Township   | 130              | 27-71878 |